# 563 a.C.
Séculos: (Século VI a.C. - Século V a.C. - Século IV a.C.)
573 a.C. - 572 a.C. - 571 a.C. - 570 a.C. - 569 a.C. - 568 a.C. - 567 a.C. - 566 a.C. - 565 a.C. - 564 a.C. - 563 a.C. - 562 a.C. - 561 a.C. - 560 a.C. - 559 a.C. - 558 a.C. - 557 a.C. - 556 a.C. - 555 a.C. - 554 a.C. - 553 a.C. - 552 a.C.

## Eventos
- Celebração do 18o Jubileu.[1]
- Nabucodonosor II, após sete anos, se humilha e reconhece o poder de Deus, sendo-lhe restaurada a sanidade e o reino; ele proclama a graça e o perdão de Deus para ele, e o poder de Deus sobre todas as nações.[1]

## Nascimentos
- Sidarta Gautama, o Buda, precursor e fundador do budismo [2]
- Anacreonte, poeta lírico grego.